# Mulie Jadi
Mulie Jadi is een bestuurslaag in het regentschap Aceh Tengah van de provincie Atjeh, Indonesië. Mulie Jadi telt 668 inwoners (volkstelling 2010).